# Franziska Machens

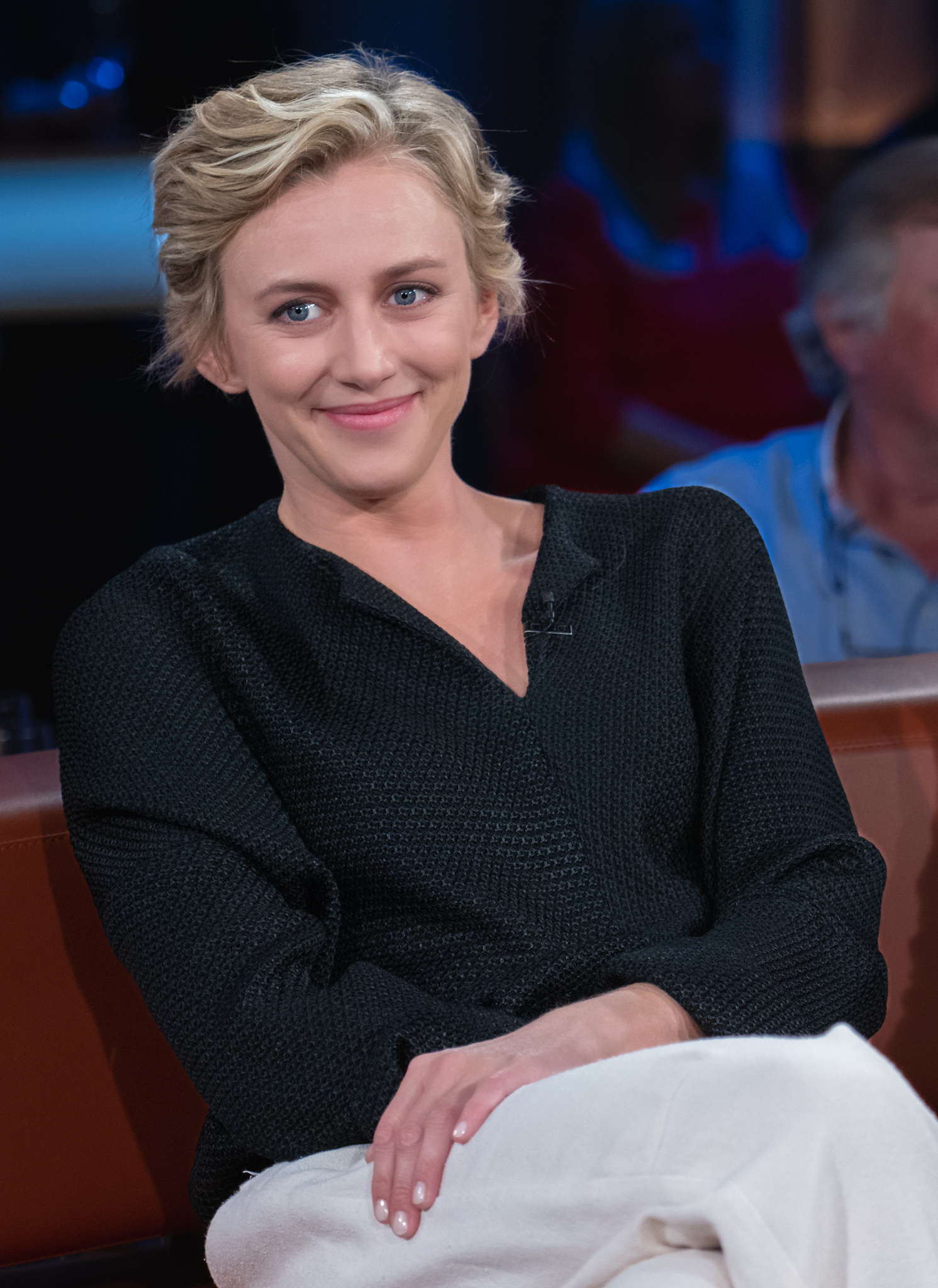
Franziska Machens in der NDR Talk Show (2022)

Franziska Machens (* 2. April 1984 in Hildesheim) ist eine deutsche Schauspielerin.

## Leben
Franziska Machens wuchs in Algermissen auf. Sie absolvierte ihre Schauspielausbildung zwischen 2005 und 2009 an der Otto-Falckenberg-Schule in München. Bereits während ihres Studiums war sie am Schauspielhaus Zürich in Dostojewskis Der Idiot. Anfang des Romans in der Regie von Alvis Hermanis zu sehen.
Zwischen 2009 und 2013 war sie als festes Ensemblemitglied am Schauspielhaus Zürich engagiert. In dieser Zeit war sie oft in Inszenierungen von Intendantin Barbara Frey zu sehen, etwa 2010 in Was ihr wollt von William Shakespeare und Fegefeuer in Ingolstadt von Marieluise Fleißer, 2011 in Platonow von Anton Tschechow und 2012 in Baumeister Solness von Henrik Ibsen. Eine ebenso enge Bindung konnte sie mit dem Regisseur Sebastian Nübling aufbauen, bei dem sie 2009 in Der Revisor von Nikolaj Gogol, 2011 in dem Tanzprojekt SAND von Nübling und Ives Thuwis und Ödipus und seine Kinder nach Sophokles, Aischylos und Euripides und 2012 in Wie es euch gefällt von Shakespeare auf der Bühne zu sehen war. Außerdem arbeitete sie mit den Regisseuren Heike M. Goetze, Stefan Bachmann, Lars-Ole Walburg, Werner Düggelin, Daniela Löffner und Alvis Hermanis zusammen.
Seit der Spielzeit 2013/14 ist sie unter Intendant Ulrich Khuon im Ensemble des Deutschen Theater Berlin. Dort war sie öfter in Regiearbeiten von Stephan Kimmig zu sehen, 2014 in Die Frau vom Meer von Henrik Ibsen und Wassa Schelesnowa von Maxim Gorki, 2015 in Clavigo nach Johann Wolfgang von Goethe. Später arbeitete sie vermehrt mit Anne Lenk zusammen, 2017 in Das Fest von Thomas Vinterberg und Mogens Rukov, 2018 in der Uraufführung Der Tag, als ich nicht ich mehr war von Roland Schimmelpfennig, 2019 in Der Menschenfeind von Molière, 2020 in Maria Stuart von Friedrich Schiller und 2021 Der zerbrochne Krug von Heinrich von Kleist. Des Weiteren kamen Arbeiten mit Daniela Löffner, Martin Laberenz, Hasko Weber, Andrea Moses, Thom Luz, Dušan David Pařízek, Andreas Kriegenburg, Jette Steckel, Anna Bergmann und Timofei Kuljabin zustande.
Neben ihrer Tätigkeit auf der Bühne steht Machens auch vor der Kamera. 2022 war sie neben Til Schweiger in einer Hauptrolle in der Buchverfilumg von Sarah Kuttner Lieber Kurt zu sehen.
Machens wohnt in Berlin.

## Filmografie (Auswahl)
- 2019: Golden Twenties
- 2020: Paradies
- 2021: SOKO Köln (Fernsehserie, Der Troll)
- 2021: Tatort – Die dritte Haut
- 2021: Da kommt noch was
- 2022: Lieber Kurt (Drehbuch: Sarah Kuttner, Regie: Til Schweiger)
- 2023: Das Beste kommt noch!
- 2024: Vorübergehend glücklich (zweiteiliger Fernsehfilm)
- 2024: Uncivilized (Mini-Serie)

## Hörspiele (Auswahl)
- 2020: Nis-Momme Stockmann, Charlotte Simon, Toben Piel: Der sich langsam WIRKLICH etwas seltsam entwickelnde Kongress der Thanatologen (2013) (Sabine Kollwitz, Frau des Mannes mit Kamera, I-Wächter, Levon) – Regie: Nis-Momme Stockmann, Charlotte Simon, Toben Piel, Les Trucs (Original-Hörspiel – NDR)

## Auszeichnungen & Nominierungen
- 2019: Friedrich-Luft-Preis für Der Menschenfeind am Deutschen Theater Berlin[50]
- 2025: Nominierung Deutscher Schauspielpreis in der Kategorie Episodische Rolle für Uncivilized - Ukraine[51]